# Зелене (Полтавський район)
Зеле́не — село в Україні, у Білицькій селищній громаді Полтавського району Полтавської області. Населення становить 46 осіб.

## Географія
Село Зелене знаходиться за 2 км від лівого берега річки Вовча та за 1 км від села Вітрова Балка. Поруч проходить автомобільна дорога М22 (E577).

## Населення

### Мова
Розподіл населення за рідною мовою за даними перепису 2001 року:
| Мова       | Кількість | Відсоток |
| ---------- | --------- | -------- |
| українська | 45        | 97.83%   |
| російська  | 1         | 2.16%    |
| Усього     | 46        | 100%     |

## Історія
12 червня 2020 року, відповідно до розпорядження Кабінету Міністрів України № 721-р «Про визначення адміністративних центрів та затвердження територій територіальних громад Полтавської області», село увійшло до складу Білицької селищної громади.
19 липня 2020 року, в результаті адміністративно - територіальної реформи та ліквідації  Кобеляцького району, село увійшло до складу новоутвореного Полтавського району.

## Відомі особистості
В поселенні народився:
- Бобрун Дмитро Вікторович (* 1926) — радянський спортсмен.